# Waqrawiri
Der Waqrawiri, auch Nevado Huajrahuire, Huajrahuire, ist mit 5425 m (nach anderen Quellen: 5399 m) eine der höchsten Erhebungen der Cordillera Huanzo, einem Gebirgszug der peruanischen Westkordillere in Südwest-Peru.

## Lage
Der Berg befindet sich an der kontinentalen Wasserscheide im Distrikt Orcopampa in der Provinz Castilla in der Region Arequipa. Die Nordflanke gehört zum Einzugsgebiet den Río Velille, eines Nebenflusses des Río Apurímac. Die Südwestflanke wird über den Río Andahua zur Laguna de Chachas entwässert. Die Südostflanke wird über den Río Molloco, ein Nebenfluss des Río Colca, entwässert. 